# Hermann Huppen
Hermann Huppen, conocido artísticamente como Hermann (Bévercé, Provincia de Lieja, 17 de julio de 1938) es un historietista belga.

## Biografía

### Infancia y juventud
Hermann Huppen vivió sus primeros años en su ciudad natal, muy afectada por los estragos de la Segunda Guerra Mundial, hasta que en 1951 se trasladó a Bruselas, donde empezó a estudiar ebanistería (1952) y diseño (1953).
Tras una estancia en Canadá (1957-1960), volvió a Bruselas para trabajar como diseñador de interiores.

### Inicios como historietista
En 1964, Hermann consiguió introducirse en el mundo del cómic con una historia corta para la revista Plein-Feu que dirigía Philippe Vandooren, futuro cuñado suyo.
Greg, admirado por la calidad de su trabajo, le ofreció al año siguiente trabajar en su estudio, creando juntos la serie Bernard Prince (1966) para "Tintín". También para esta revista, y en colaboración con guionistas como Yves Duval y Jean-Luc Vernal, desarrollaría breves historietas de corte histórico y la serie Yugurta, siempre con un estilo todavía muy deudor del de Jijé.
Tres años después llegaría Comanche, uno de los más destacados westerns de la historieta francobelga.

### Madurez
Al mismo tiempo que trabajaba con Greg y otros guionistas, Hermann comenzó a escribir sus propios guiones para la serie posapocalíptica Jeremiah, de la que se han publicado 27 volúmenes desde 1979. Su otra serie fundamental es de inspiración medieval, Las torres de Bois Maury, que se inició en 1984 y de la que se han publicado hasta la fecha 13 álbumes.
Al margen de las citadas, ha creado obras como Sarajevo Tango, Caatinga y varios álbumes escritos por su hijo Yves H, como Lazos de sangre.

## Obra

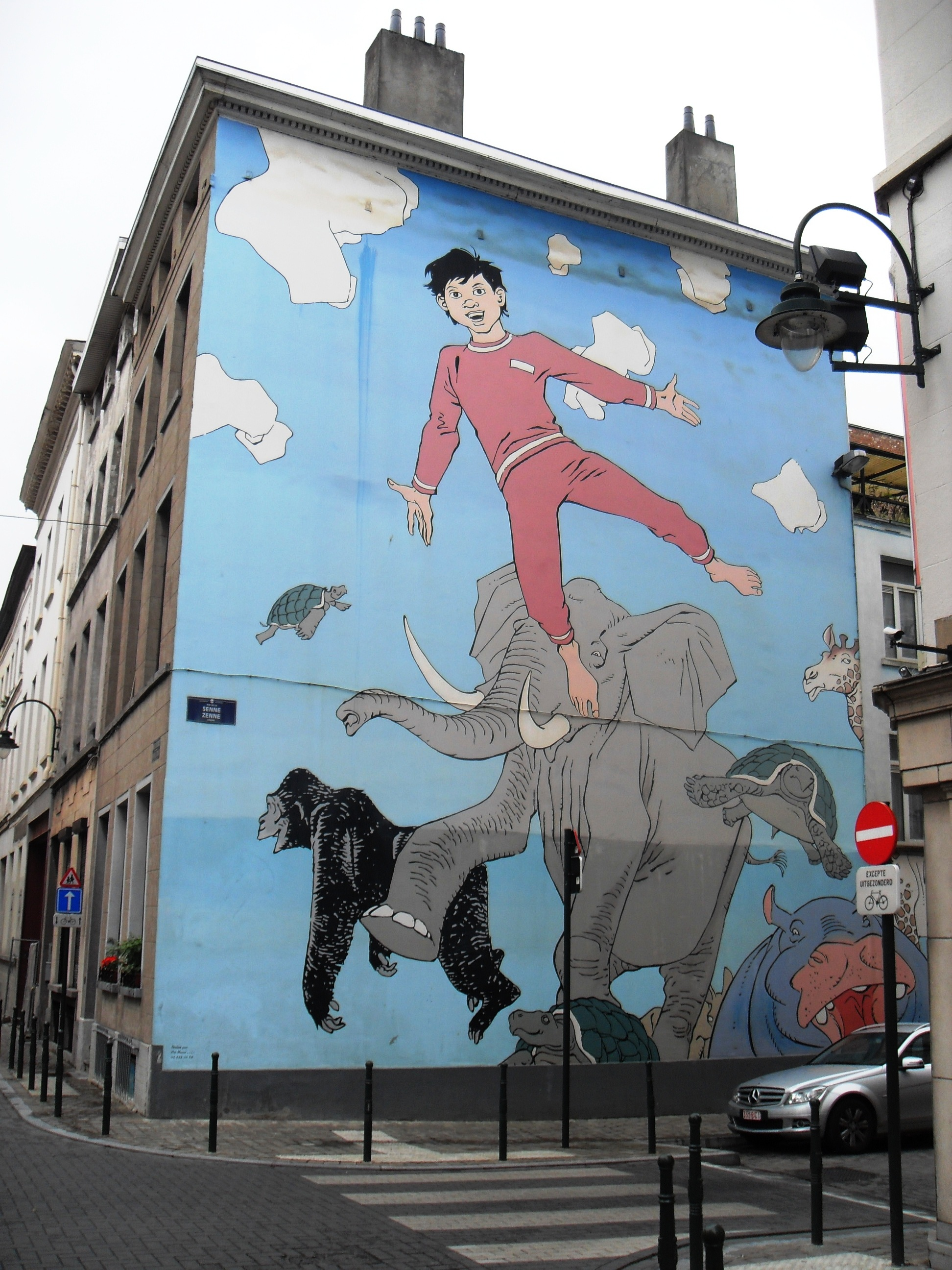
Les rêves de Nic (mural en Bruselas).

| Título                                     | Años      | Álbumes | Guionista             | Editorial                                 |
| ------------------------------------------ | --------- | ------- | --------------------- | ----------------------------------------- |
| Bernard Prince                             | 1969–1980 | 14      | Greg                  | Le Lombard y Dargaud                      |
| Comanche                                   | 1972–1983 | 10      | Greg                  | Le Lombard y Dargaud                      |
| Jugurtha                                   | 1975–1977 | 2       | Vernal                | RTP, Le Lombard y Dargaud                 |
| Jeremiah                                   | 1979-     | 28      | Hermann               | Fleurus, Edi-3, Novedi, Hachette y Dupuis |
| Alerte aux pirates                         | 1980      | 1       | Yves Duval y Step     | Bédéscope                                 |
| Les Dalton                                 | 1980      | 1       | Yves Duval            | Bédéscope                                 |
| Nic o Les rêves de Nic                     | 1981–1983 | 3       | Morphée               | Dupuis                                    |
| Les Tours de Bois-Maury                    | 1984–2006 | 13      | Hermann               | Glénat                                    |
| Abominations                               | 1988      | 1       | Hermann               | Glénat                                    |
| Missié Vandisandi                          | 1991      | 1       | Hermann               | Dupuis                                    |
| Sarajevo Tango                             | 1995      | 1       | Hermann               | Dupuis                                    |
| Le secret des hommes-chiens                | 1995      | 1       | Yves Huppen           | Dupuis                                    |
| Caatinga                                   | 1997      | 1       | Hermann               | Le Lombard                                |
| Wild bill is Dead                          | 1999      | 1       | Hermann               | Dupuis                                    |
| Liens de sang                              | 2000      | 1       | Yves H.               | Le Lombard                                |
| Lune de guerre                             | 2000      | 1       | Jean Van Hamme        | Dupuis                                    |
| Manhattan Beach 1957                       | 2002      | 1       | Yves H.               | Le Lombard                                |
| Zhong Guo                                  | 2003      | 1       | Yves H.               | Dupuis                                    |
| The girl from Ipanema                      | 2005      | 1       | Yves H.               | Le Lombard                                |
| Sur les traces de Dracula: Vlad l'empaleur | 2006      | 1       | Yves H.               | Casterman                                 |
| La vie exagérée de l'Homme Nylon           | 2007      | 1       | Hans-Michael Kirstein | Le Lombard                                |
| Afrika                                     | 2007      | 1       | Hermann               | Le Lombard                                |
| Le diable des sept mers                    | 2008–2009 | 2       | Yves H.               | Dupuis                                    |

## Premios
1. 1992 Premios Haxtur "Mejor Historia larga" por "Las torres de Bois-Maury"
2. 2001 Premios Haxtur "Mejor dibujo" por " Wild Bill ha muerto"
3. 2011 Premios Haxtur "Autor que Amamos" Salón Internacional del Cómic del Principado de Asturias
4. 2016 Gran Premio de la Ciudad de Angulema

Candidaturas
1. 1992 Premios Haxtur "Mejor Portada" por "Las torres de Bois-Maury"
2. 1999 Premios Haxtur "Mejor Dibujo" por "Las torres de Bois-Maury #9,10"
3. 1999 Premios Haxtur "Mejor Portada" por "Las torres de Bois-Maury"
4. 2001 Premios Haxtur "Mejor Guion" por " Wild Bill ha muerto" Salón Internacional del Cómic del Principado de Asturias
5. 2001 Premios Haxtur "Mejor Historia corta" por " Wild Bill ha muerto" Salón Internacional del Cómic del Principado de Asturias